# Henry Martin Kleemann
Il comandante Henry Martin Kleemann (2 luglio 1943 – San Diego, 3 dicembre 1985) è stato un aviatore statunitense.
Morì presso la Naval Air Station Miramar, San Diego, CA); servì nella US Navy.

## Storia
A seguito della crescente tensione fra gli Stati Uniti d'America e la Libia, che con un'azione unilaterale aveva esteso il limite delle proprie acque territoriali tracciando una linea di base della lunghezza di 302 mn coincidente con il parallelo 32° 30' N risoprannominata "linea della morte", il cui attraversamento avrebbe comportato una risposta di tipo militare, il 19 agosto 1981, mentre si trovava in normale missione di pattugliamento sulle acque del Mediterraneo a bordo del F-14 Tomcat del VF-41 Black Aces allora imbarcato sulla USS Nimitz, call sign Fast Eagle 102 e come navigatore Lt. David "DJ" Venlet, assieme ad un altro velivolo dello stesso tipo call sign: Fast Eagle 107 pilotato dal Lt. Lawrence "Music" Muczynski e LtJg James "Amos" Anderson furono coinvolti in una battaglia aerea con due Sukhoi Su-22 Fitter dell'Al-Quwwat al-Jawwiyya al-Libiyya, l'aeronautica militare libica, i quali dopo aver lanciato per primi missili AA-2 Atoll in direzione dei Tomcat, furono da questi abbattuti.
La sua carriera proseguì presso la Fighter Weapons School (Scuola Armi e Caccia della Marina) meglio nota come Top Gun a causa del celebre film in cui venne rappresentata. Morì 3 dicembre 1985 sulla NAS Miramar, sede della celebre scuola.

## Galleria d'immagini

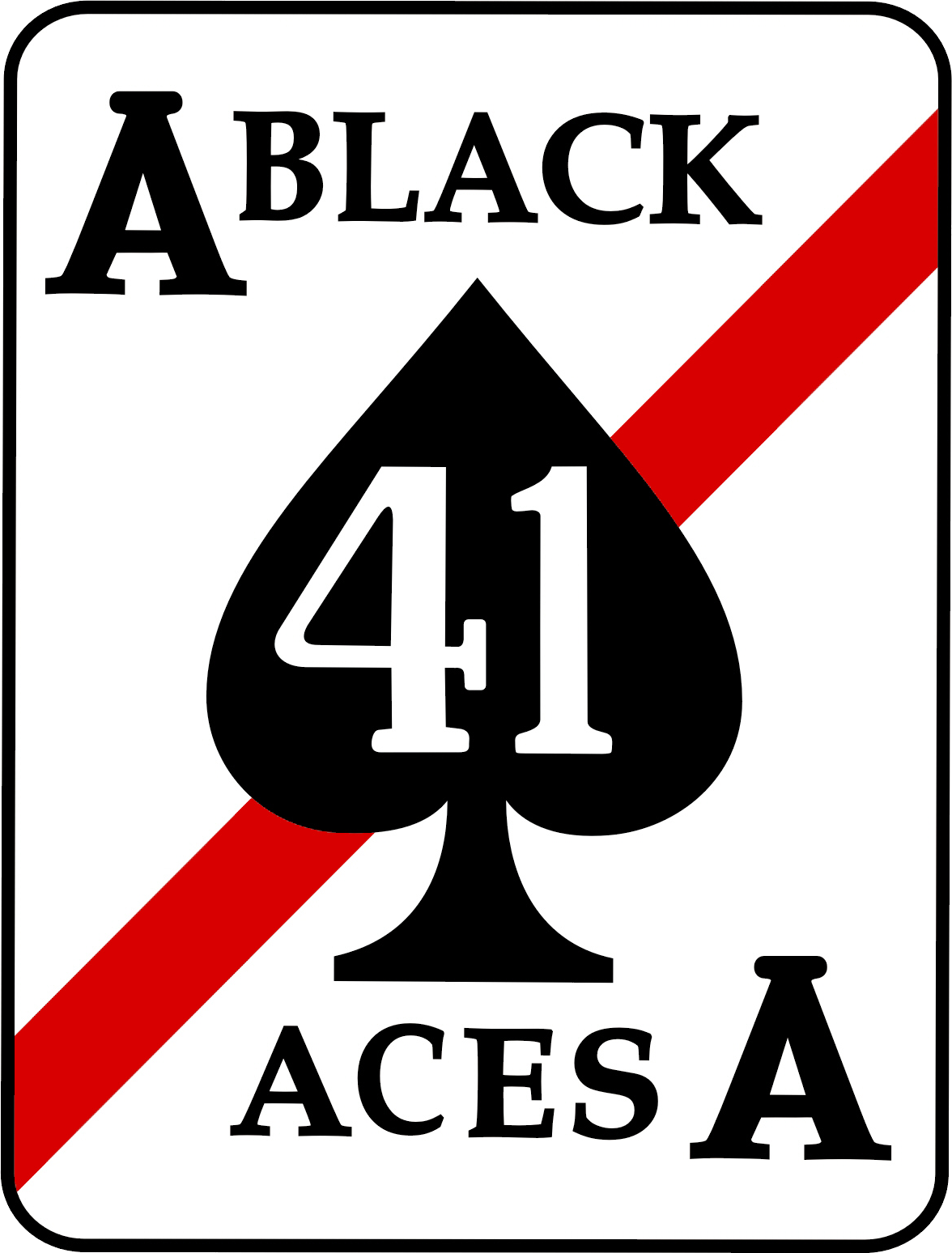
Stemma del Fighter Squadron FORTY-ONE VF-41
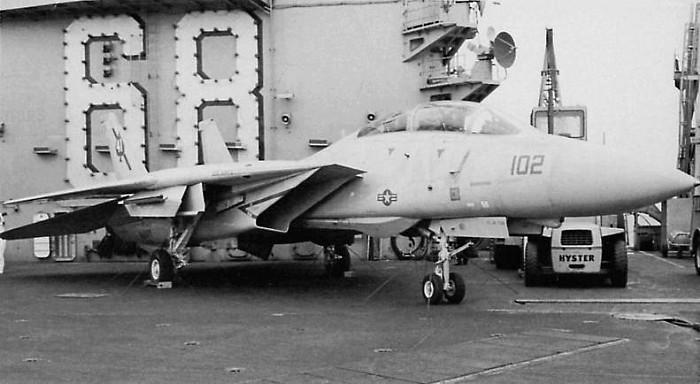
Fast Egle 102 a bordo della Nimitz la mattina del 19 agosto 1981
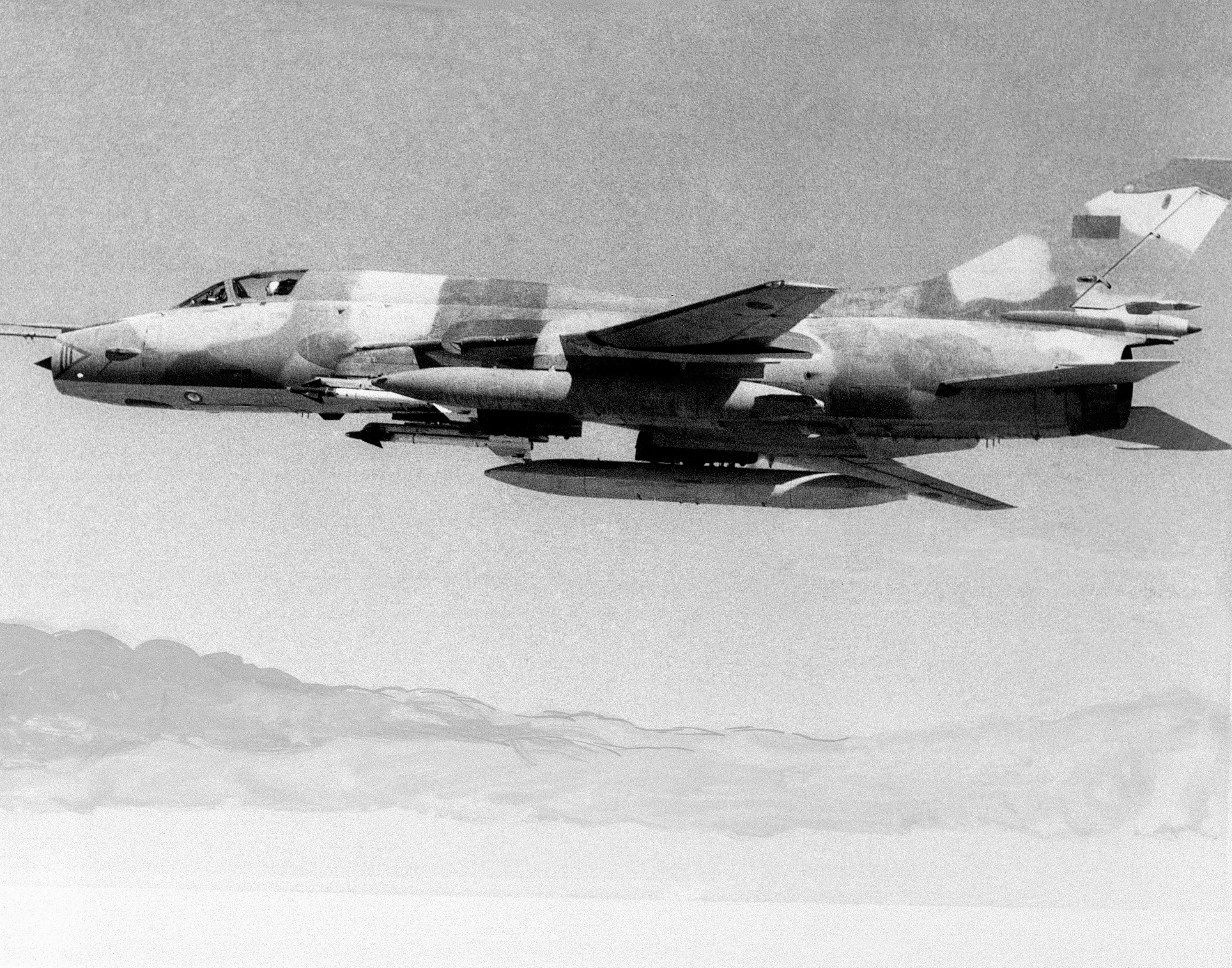
Sukhoi Su-22 Fitter dell'Aeronautica Militare Libica
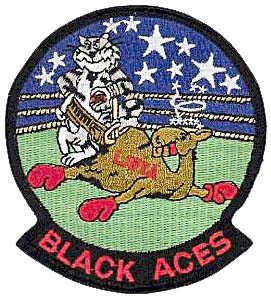
Stemma del VF-41 Tomcat coniato dopo i duelli aerei sulla Libia